# Клинефелтеров синдром
Клинефелтеров синдром је хромозомопатија чији је узрок нумеричка хромозомска аберација, дизомија X хромозома мушкарца (тризомија полних хромозома). Примарне карактеристике су неплодност и мали, слабо функционишући тестиси. Често су симптоми суптилни и субјекти не схватају да су погођени. Понекад су симптоми очигледнији и могу укључивати слабије мишиће, већу висину, лошу моторичку координацију, мање длака на телу, раст груди и мање интересовање за секс. Често се ови симптоми примећују тек у пубертету. Интелигенција је обично нормална, али потешкоће у читању и проблеми са говором су чешћи.
Иако лек није познат, бројни третмани могу помоћи. Физикална терапија, радна терапија, говорна и језичка терапија, саветовање и прилагођавање наставних метода могу бити корисни. Замена тестостерона се може користити код оних који имају знатно ниже нивое. Увећане груди се могу уклонити операцијом. Отприлике половина оболелих мушкараца има шансу да направи децу уз помоћ потпомогнуте репродуктивне технологије, али то је скупо и није без ризика. Чини се да мушкарци XXY имају већи ризик од рака дојке него типични, али и даље нижи него код жена. Људи са овим стањем имају скоро нормалан животни век.
Синдром је добио име по америчком ендокринологу Харију Клинефелтеру.

## Симптоми и знаци
Примарне карактеристике су неплодност и мали тестиси који лоше функционишу. Често симптоми могу бити суптилни и многи људи не схватају да су погођени. Понекад су симптоми израженији и могу укључивати слабије мишиће, већу висину, лошу координацију, мање длака на телу, раст груди и низак либидо. Често се ови симптоми примећују тек у пубертету.

### Пренатални
Процењује се да 60% фетуса са Клинефелтеровим синдромом завршава побачајем.

### Физички
Као бебе и деца, XXY мушкарци могу имати слабије мишиће и смањену снагу. Како расту, имају тенденцију да постану виши од просека. Можда имају мању контролу мишића и координацију од других дечака њиховог узраста.
Током пубертета, физичке особине синдрома постају очигледније; јер ови дечаци не производе толико тестостерона као други дечаци, имају мање мишићаво тело, мање длака на лицу и телу и шире кукове. Као тинејџери, XXY мушкарци могу развити ткиво дојке и такође имати слабије кости и нижи ниво енергије од других мушкараца.
У одраслом добу, XXY мушкарци изгледају слични мушкарцима без овог стања, иако су често виши. Код одраслих, могуће карактеристике увелико варирају и укључују мало или нимало знакова захваћености, мршаву, младалачку грађу и изглед лица, или заобљен тип тела са одређеним степеном гинекомастије (повећано ткиво дојке). Гинекомастија је присутна код око трећине оболелих особа, нешто већи проценат него у популацији XY. Око 10% мушкараца XXY има гинекомастију довољно уочљиву да могу изабрати естетску операцију.
Погођени мушкарци су често неплодни или имају смањену плодност. Напредна репродуктивна помоћ је понекад могућа. Процењује се да 50% мушкараца са Клинефелтеровим синдромом може да производи сперму.
Термин "хипогонадизам" у симптомима XXY често се погрешно тумачи као "мали тестиси", када уместо тога означава смањену функцију хормона тестиса/ендокрину функцију. Због (примарног) хипогонадизма, појединци често имају низак ниво тестостерона у серуму, али висок ниво серумског фоликулостимулирајућег хормона и лутеинизирајућег хормона, хипергонадотропни хипогонадизам. Упркос овом погрешном разумевању термина, међутим, XXYмушкарци могу такође имати микроорхидизам (тј. мали тестиси).
XXY мушкарци чешће него други мушкарци имају одређене здравствене проблеме, као што су аутоимуни поремећаји, рак дојке, венска тромбоемболијска болест и остеопороза. За разлику од ових потенцијално повећаних ризика, сматра се да се ретки рецесивни услови повезани са X хромозомом ређе јављају код XXY мушкараца него код XY мушкараца, пошто се ова стања преносе гени на X хромозому, а људи са два X хромозома су обично само носиоци, а не под утицајем ових X-везаних рецесивних стања.

### Когнитивни и развојни
Може бити присутан одређени степен сметњи у учењу језика или читању, а неуропсихолошко тестирање често открива дефиците у извршним функцијама, иако се ови дефицити често могу превазићи раном интервенцијом. Такође, може доћи до кашњења у моторичком развоју, што се може решити кроз радне и физикалне терапије. XXY мужјаци могу седети, пузати и ходати касније од друге бебе; они такође могу имати муке у школи, како академски тако и у спорту. Процењује се да је 10% мушкараца са Клинефелтеровим синдромом аутисти.
Мушкарци Клинефелтер имају мањи капацитет вербалне меморије и умерене до озбиљне недостатке у разради и обради сложених мисли и идеја. Додатне абнормалности укључују смањену пажњу, смањене организационе способности и способности планирања, недостатке у расуђивању (често представљене као склоност да се непретећи стимуланси тумаче као претећи) и нефункционално процесуирање одлука.
У поређењу са особама са нормалним бројем хромозома, мушкарци погођени Клинефелтеровим синдромом показују абнормалности у понашању. Они су фенотипски приказани као виши ниво анксиозности и депресије, поремећај регулације расположења и озбиљно оштећење контроле импулса. Штавише, Клинефелтер мушкарци су мање отворени, мање савесни и мање друштвени од мушкараца са нормалним хромозомским саставом. Ове неурокогнитивне абнормалности су највероватније последица присуства додатног X хромозома, на шта указују студије спроведене на животињским моделима који носе додатни X хромозом.

## Настанак
Клинефелтеров синдром није наследно стање. Старост мајке је једини познати фактор ризика. Жене са 40 година имају четири пута већи ризик за дете са Клинефелтеровим синдромом него жене старе 24 године.
Додатни хромозом се задржава због догађаја недисјункције током очеве мејозе I, мејозе мајке I или мејозе мајке II (гаметогенеза). Релевантна недисјункција у мејози I настаје када се хомологни хромозоми, у овом случају X и Y или два X полна хромозома, не раздвоје, стварајући сперму са X и Y хромозомом или јаје са два X хромозома. Оплођење нормалног (X) јајета овом спермом производи XXY потомство (Клинефелтер). Оплођење дуплог X јајета нормалном сперматозоидом такође производи XXY потомство (Клинефелтер).
Други механизам за задржавање додатног хромозома је кроз догађај недисјункције током мејозе II у јајету. Недисјункција настаје када сестринске хроматиде на полном хромозому, у овом случају X и X, не успеју да се раздвоје. Произведено је XX јаје, које када се оплоди Y спермом, даје XXY потомство. Овај XXY распоред хромозома је једна од најчешћих генетских варијација XY кариотипа, која се јавља код једног од 500 живорођених мушкараца.
Код сисара са више од једног X хромозома, гени на свим осим једног X хромозома нису експримирани; ово је познато као X инактивација. Ово се дешава код XXY мушкараца, као и код нормалних XX жена. Међутим, код XXY мушкараца, неколико гена који се налазе у псеудоаутозомалним регионима њихових X хромозома имају одговарајуће гене на свом Y хромозому и могу да се експримирају.

### Варијације
Стање 48, XXYY или 48, XXXY јавља се код једног од 18.000–50.000 рођених мушкараца. Инциденца 49, XXXXY је један на 85.000 до 100.000 мушких рођених. Ове варијације су изузетно ретке. Додатни хромозомски материјал може допринети срчаним, неуролошким, ортопедским и другим аномалијама.

### Насумична X-инактивација
Жене обично имају два X хромозома, при чему се половина њихових X хромозома искључује рано у ембрионалном развоју. Исто се дешава и са људима са Клинефелтеровим, укључујући у оба случаја мали проценат појединаца са искривљеним односом између два X-а.

## Прогноза
Чини се да је животни век особа са Клинефелтеровим синдромом смањен за око 2,1 годину у поређењу са општом мушком популацијом. Ови резултати су и даље упитни подаци, нису апсолутни и потребно им је додатно тестирање.